# エストニアのユーロ硬貨

ユーロのシンボル

エストニアのユーロ硬貨（エストニアのユーロこうか）では、エストニアにおけるユーロ硬貨について記述する。
ユーロ (EUR, €) は、欧州連合に加盟している多くの国で使われている通貨である。
ユーロ硬貨の片面はユーロ圏全域共通のデザイン、もう片面は各国の独自のデザインとなっている。
各国共通の表面の詳細はユーロ硬貨を参照。2ユーロ硬貨以外の縁（へり）のデザインもまた、全域で共通である。
独自デザインとされている裏面も、欧州連合を象徴する12個の星と発行年を西暦で表示することは共通である。
エストニアのユーロ硬貨は、エストニア銀行が実施した投票を行った結果、
Lembit Lõhmus がデザインしたエストニア全土の地図が、投票数45,453票中12,482票（支持率27.46%）を集めたことを2004年12月14日に発表した。
当初は2007年1月1日にユーロの導入を予定していたが、インフレーションに関する基準などを満たさなかったため導入は延期された。2010年5月12日、欧州委員会はエストニアが収斂基準を満たしたと報告し、2011年1月1日にエストニアでユーロへの切り替えを提案した。これを受けて同年7月13日に欧州連合の経済・財務理事会は欧州委員会の提案どおり、エストニアのユーロ移行を認めることを決定した。
硬貨には、エストニア語で「エストニア」を意味する EESTI の文字が記される。
| € 0.01               | € 0.02 | € 0.05           |
|                      |        |                  |
| エストニア全土の地図 |        |                  |
| € 0.10               | € 0.20 | € 0.50           |
|                      |        |                  |
| エストニア全土の地図 |        |                  |
| € 1.00               | € 2.00 | € 2 の縁（へり） |
|                      |        |                  |
| エストニア全土の地図 |        |                  |